# Oveng (Nkolmetet)
Pour les articles homonymes, voir Oveng (homonymie).
Oveng est un village du Cameroun, situé dans la commune de Nkolmetet, le département du Nyong-et-So'o et la région du Centre.

## Population
En 1963, Oveng comptait 218 habitants, principalement des Bané. Lors du recensement de 2005, on y a dénombré 218 personnes.

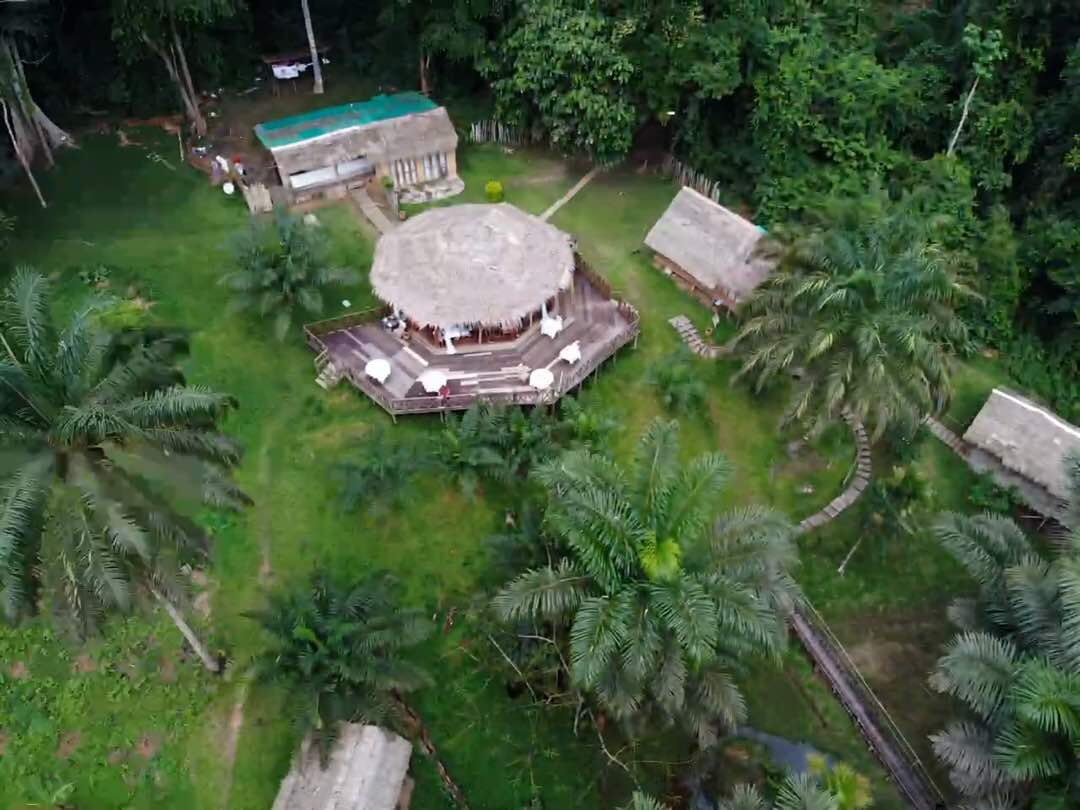
Oveng Forest Logde
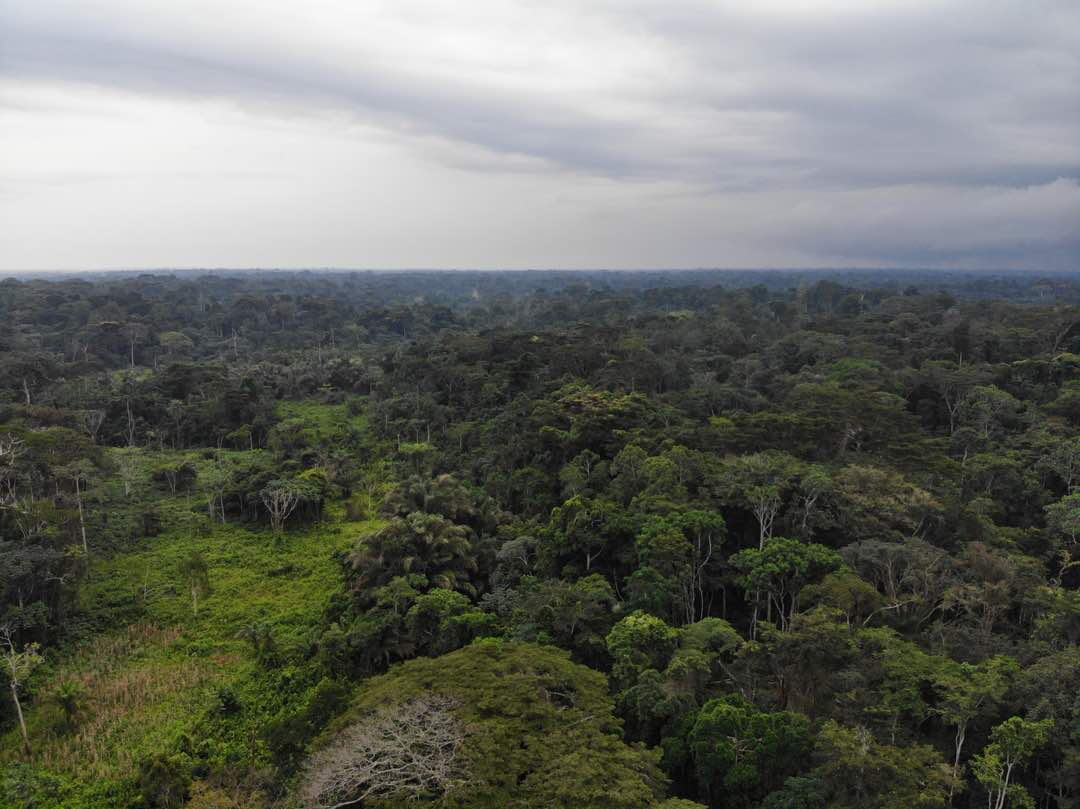
Forêt d'Oveng
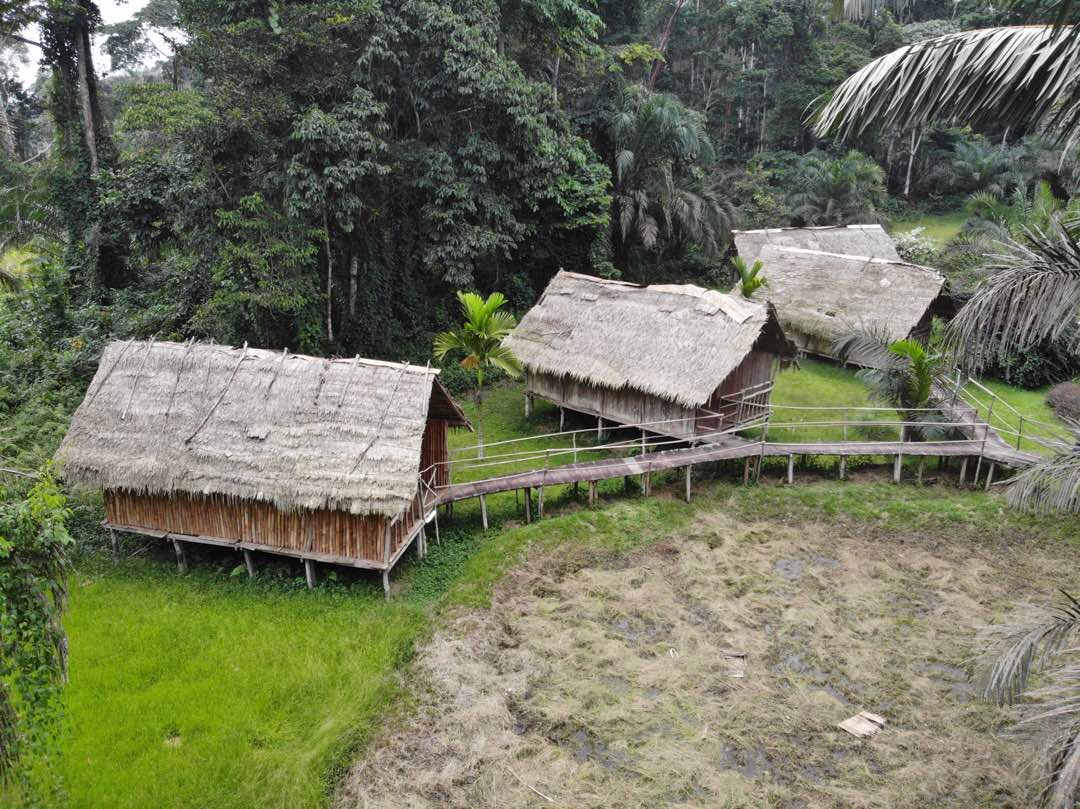
Cabanes dans la forêt d'Oveng
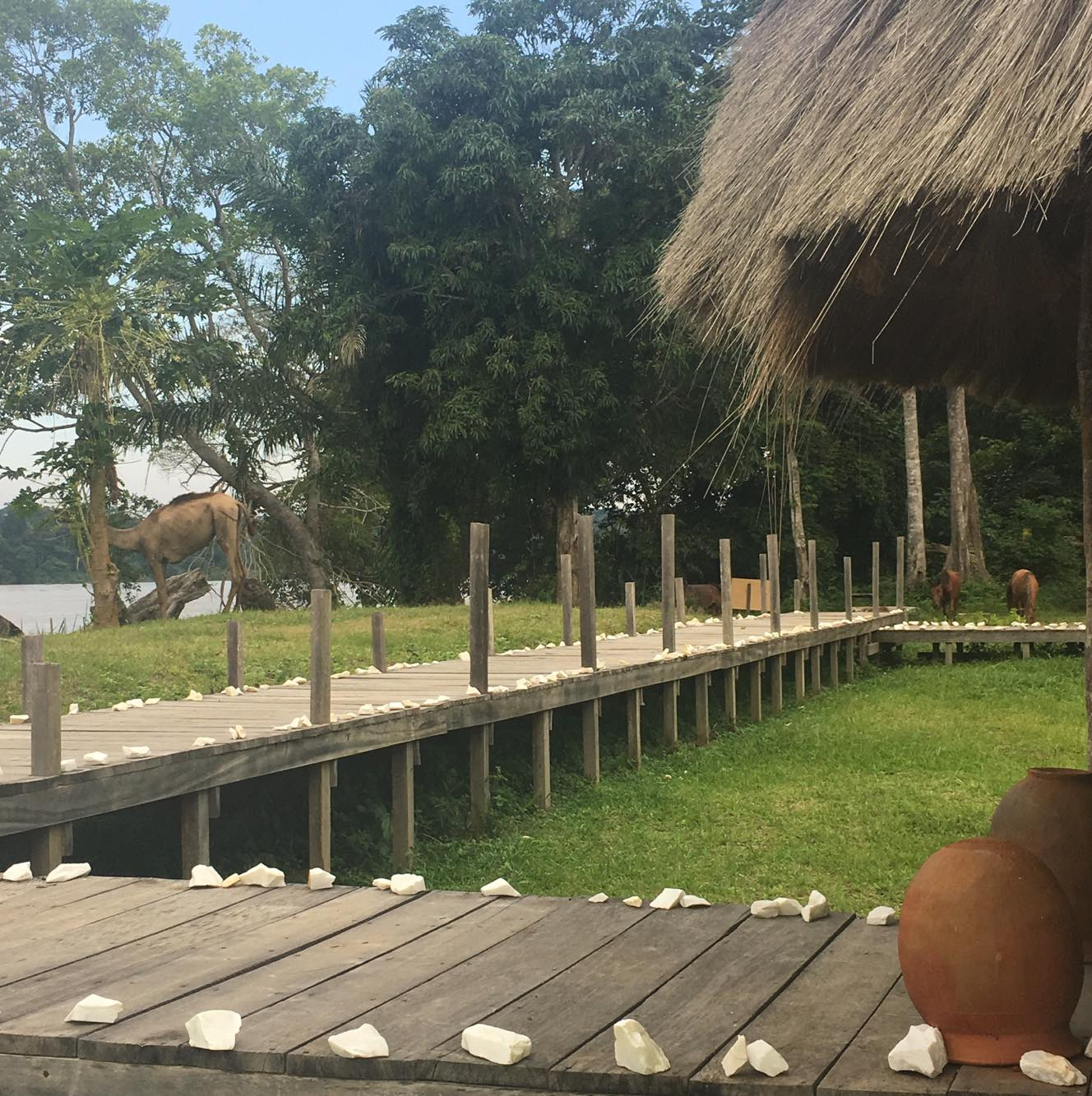
Chevaux dans la forêt d'Oveng
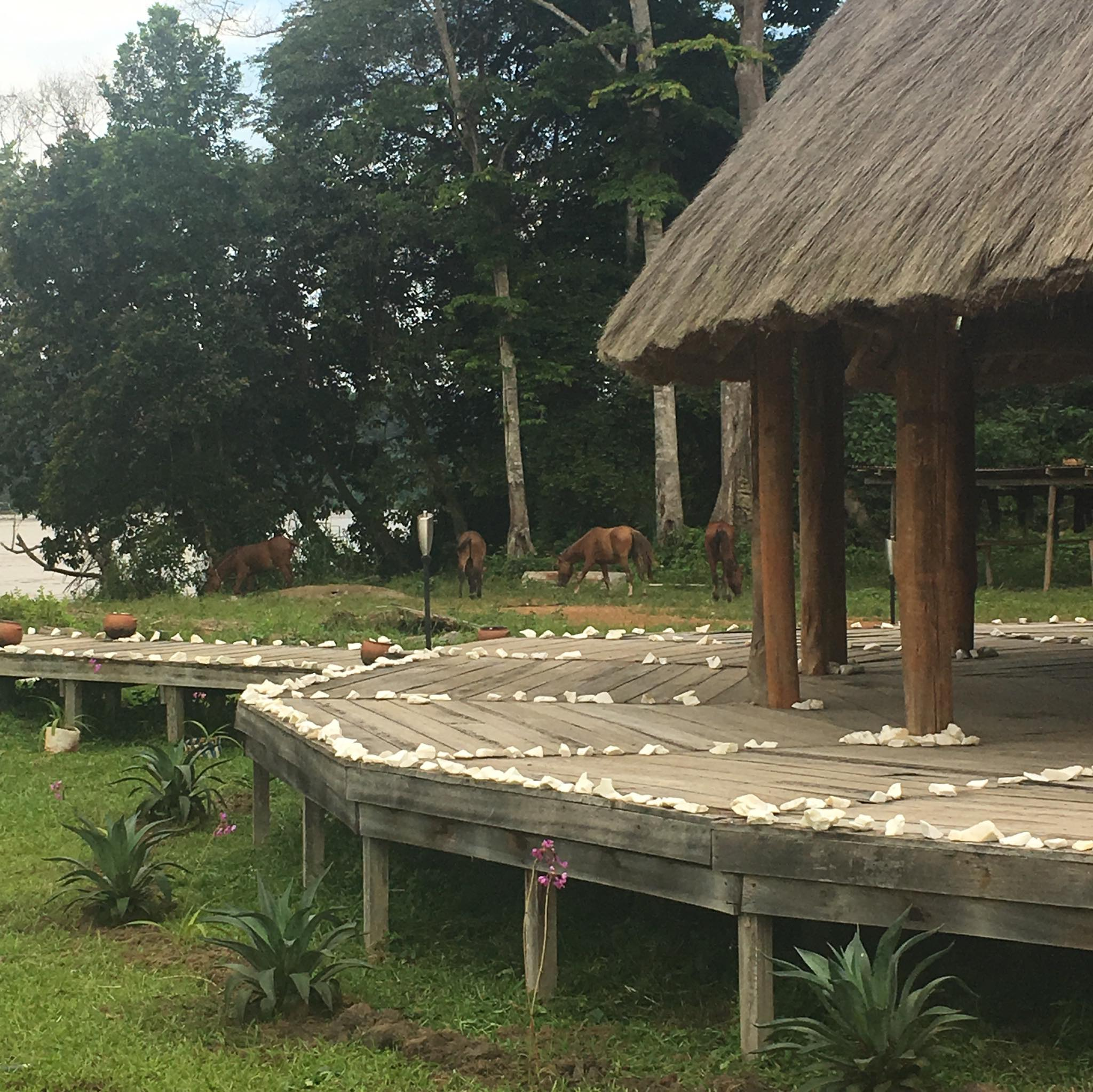
Chevaux près des cabanes